# Рощупкин, Валерий Павлович
Вале́рий Па́влович Рощу́пкин  — российский политик, чиновник. С 1994 по 2000 год — мэр города Омска. В 2004—2008 годах — руководитель Федерального агентства лесного хозяйства.

## Биография
Валерий Рощупкин родился в 1945 году в городе Рошаль Московской области. В 1969 году окончил Московский энергетический институт по специальности «инженер-электромеханик», позже защитил кандидатскую диссертацию по экономике.
В 1969—1983 годах работал инженером-электромехаником, начальником производственно-технического отдела, главным инженером, начальником трамвайно-троллейбусного управления Омска. В 1983—1991 годах — главный инженер и заместитель генерального директора Омского территориального производственного объединения жилищно-коммунального хозяйства. В 1991—1994 годах — заместитель главы администрации Омской области
В 1994—2000 годах Рощупкин был мэром Омска, в 2000—2002 — заместителем председателя Государственного комитета РФ по строительству и жилищно-коммунальному комплексу, в 2002—2004 годах — первым заместителем министра природных ресурсов РФ, руководителем Государственной лесной службы. В 2004—2008 годах руководил Федеральным агентством лесного хозяйства.
Общественная деятельность
- 1998 — президент Ассоциации сибирских и дальневосточных городов.
- 1997—1998 — президент Международной федерации рингбола.
- 1998—2001 — президент Союза российских городов, член Совета при Президенте по местному самоуправлению, член Совета руководителей городов при Правительстве Российской Федерации.
- 1999—2000 — вице-президент Конгресса муниципальных образований РФ, член Конгресса местных и региональных властей Европы.

## Награды, звания
- Орден Почёта (2001 год)
- Медаль «За трудовую доблесть» (1986 год)
- Медаль «Ветеран труда» (1989 год)
- Заслуженный работник жилищно-коммунального хозяйства Российской Федерации (1996 год)
- Благодарность Президента Российской Федерации
- Почётная грамота Правительства Российской Федерации (2005 год)
- Национальная премия «Серебряный лучник» за заслуги по связям с общественностью (1997 год)
- Всероссийский конкурс — диплом и звание «Лучший Мэр России»
- Почётный гражданин г. Ленска
- Почетный гражданин Омской области
- Почётный работник леса
- Знак отличия Республики Саха (Якутия) «Гражданская доблесть» (2005 год)